# Drøbak
Drøbak es una localidad no incorporada  en el centro del municipio de Frogn, al sur de la provincia de Akershus, Noruega. Se extiende por buena parte del fiordo de Oslo y tiene una población aproximada de 13.445 habitantes, según datos del censo de 2015.

## Etimología
El nombre de la ciudad proviene del nórdico antiguo Drjúgbakki. El primer elemento es drjúgr «duro; largo», el último elemento es bakki, «cuesta arriba». Esto se refiere a las colinas empinadas sobre las que se abre paso la carretera principal del centro de Drøbak.

## Historia
Drøbak y Frogn fueron establecidos como una parroquia mediante un decreto real del 8 de septiembre de 1823. Ambos habían formado parte anteriormente de la parroquia de Ås.
Drøbak fue elevado a la categoría de municipio el 1 de enero de 1838. Fue incorporado a Frogn el 1 de enero de 1962.

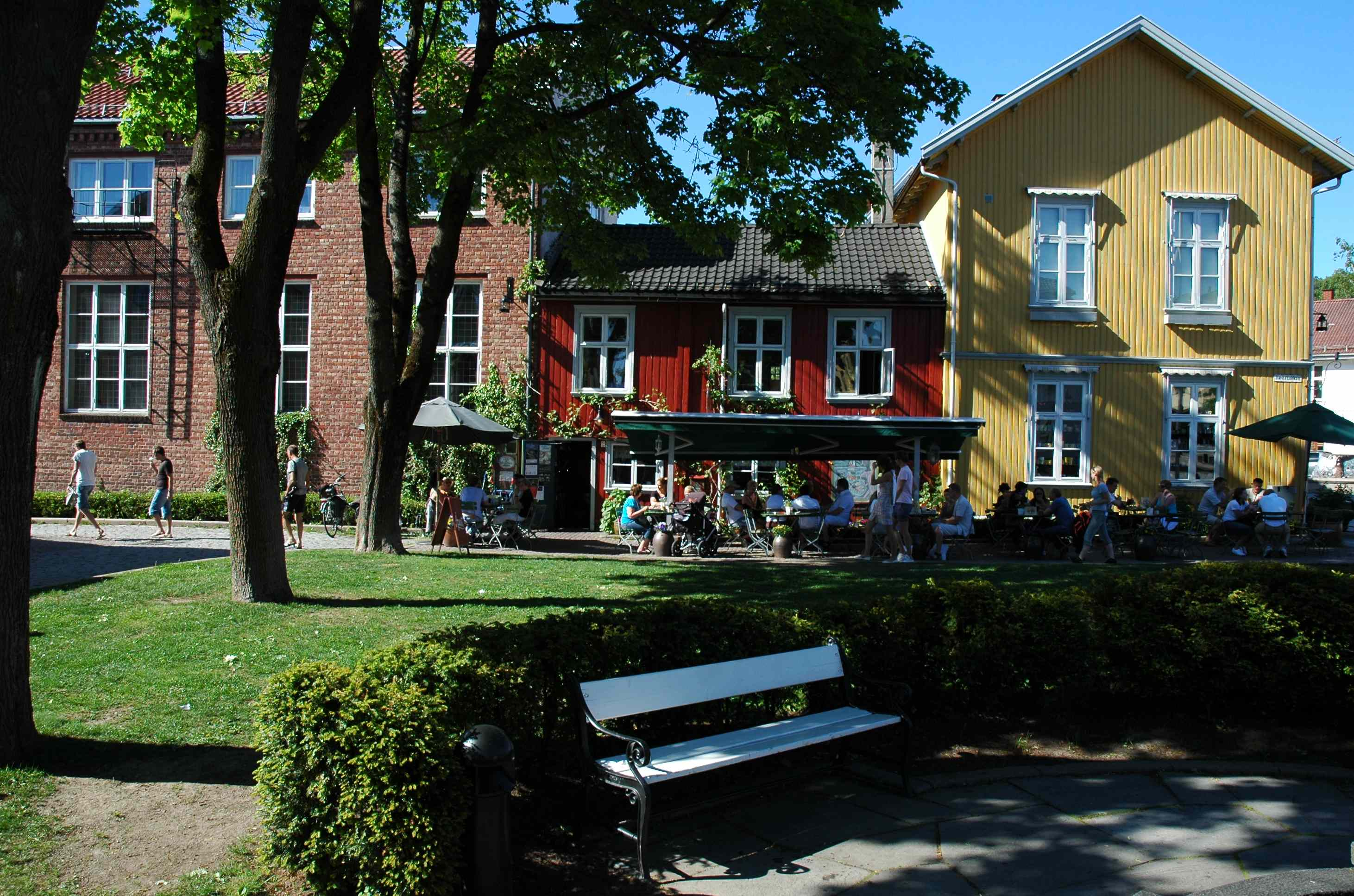
La vieja panadería de Drøbak.

Drøbak solía ser el muelle invernal de la capital de Noruega, Oslo, debido a que en inviernos intensos el fiordo se congelaba desde las afueras de Drøbak hasta llegar a Oslo. Ostentó el rango de ciudad entre 1842 y 1962, período tras el cual el municipio se fusionó con el municipio rural de Frogn, perdiendo su condición de tal. Sin embargo, el 13 de febrero de 2006 Drøbak volvería a recibir la categoría de ciudad. Algunas localidades adyacentes como Heer también se incluyeron dentro de los límites de la ciudad.
La Segunda Guerra Mundial marcó la historia de Drøbak, al hundirse allí, en la mañana del 9 de abril de 1940, el crucero pesado alemán Blücher (solo una milla (1.5 km) de amplitud). El crucero transportaba soldados y funcionarios alemanes con la intención de ocupar Oslo, pero el hundimiento en la fortaleza de Oscarsborg retrasó el proceso, dando tiempo a la familia real noruega para huir. Los invasores no tuvieron acceso al gabinete ni a las reservas de oro del país.

## Turismo
Varios buques de cruceros atracan en Oslo a diario durante el verano. Drøbak recibe de cuatro a cinco cruceros diarios, más tráfico de vehículos procedentes de la capital, situada a menos de una hora por carretera. No obstante, los numerosos restaurantes, las galerías de arte y los veranos templados son los que atraen más turismo a la localidad.
Drøbak también es conocido por sus varias galerías de arte. La localidad cuenta con una casa de Navidad conocida como Julehuset (la casa de la Navidad), adonde llegan cartas de toda Europa, del mismo modo que en Estados Unidos llegan cartas a la localidad de Santa Claus, Indiana.
La localidad también cuenta con un pequeño acuario público con especies locales de pez y medusas.
La Fundación de Ambulancia Aérea de Noruega (NLA) tiene su sede en Drøbak.

## Lugares de interés

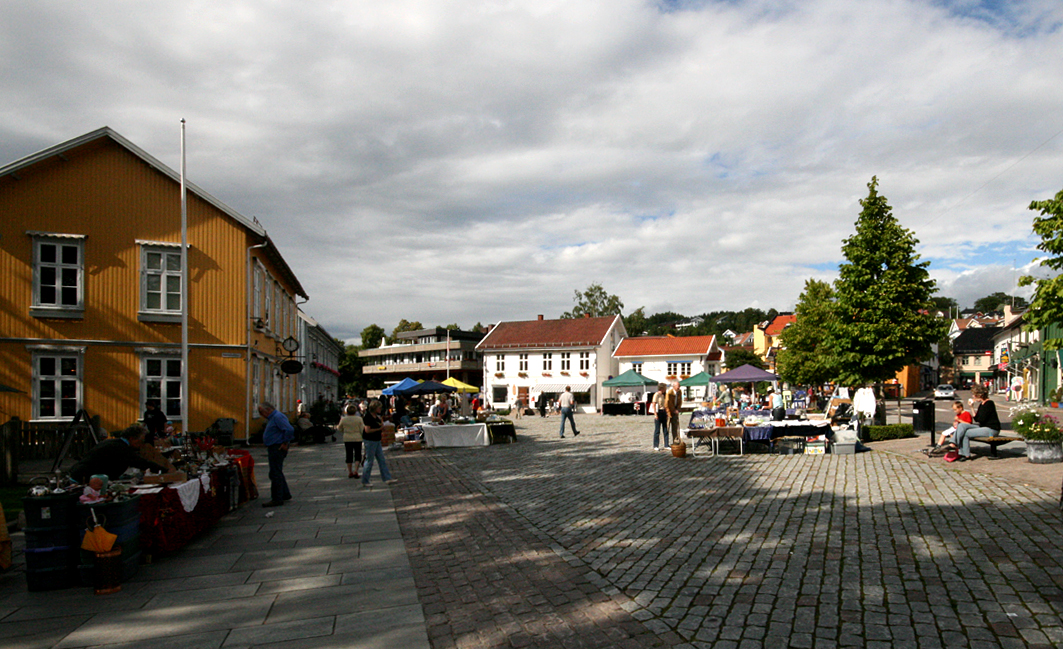
La plaza de Drøbak.

Drøbak comprende ocho zonas destacadas, entre las que se incluyen las siguientes:
- Gyltåsen, formada principalmente por cabañas y casas de verano.
- Husvik, donde se conservan los barcos durante todo el año. Esta zona reviste importancia histórica porque allí se hundió en 1940 el buque alemán Blücher. Las armas de combate aún se conservan y son de interés público.
- Sentrum (centro), aquí se ubica "Julehuset" y la mayoría de las tiendas locales. La mayor parte del centro de la localidad se encuentra protegido mediante las leyes del  "Verneverdig", lo que significa que es de valor cultural y que, por consiguiente, no se puede modificar o reconstruir. Por ello, buena parte de la localidad mantiene el mismo aspecto que hace un siglo.
- Skiphelle y Elleflaten, una zona que comprende casas residenciales y un pequeño hotel llamado "Drøbak Fjordhotel".
- Sogsti, donde se sitúa la mayor parte de las casas residenciales de Drøbak.
- Odalen y Haveråsen, extrarradios de la localidad, donde se desarrolla la agricultura.
- Belsjø y Heer, zona residencial con un campo de golf que se extiende por el norte de Drøbak.
- Ullerud y Dyrløkke, una gran colina con casas residenciales. Cuenta también con un centro comercial local y un colegio primario y secundario.[7]